# Swartzia recurva
Swartzia recurva är en ärtväxtart som beskrevs av Eduard Friedrich Poeppig. Swartzia recurva ingår i släktet Swartzia och familjen ärtväxter. Inga underarter finns listade i Catalogue of Life.